# Melitón Reyes Andrade
Melitón Reyes Andrade (Santa Rosa, hoy Ciudad Mendoza, Veracruz; 18 de abril de 1918-Ciudad Mendoza, 8 de septiembre de 2008) fue un político, sindicalista y obrero de México.
Fue obrero, líder sindical y alcalde de Ciudad Mendoza. 
Fue presidente de la Unión de Jubilados, Viudas y Pensionados a nivel nacional. 
Se casó con Dolores Larios Pastrana, formando una familia de 12 hijos, de los cuales destaca el segundo, Hipólito Reyes Larios, arzobispo de Xalapa.

## Vida personal
Nació en la Villa Santa Rosa de Lima, hoy Ciudad Mendoza, el primero de abril de 1918, a las 4:30 horas, unos minutos antes de que el silbato de la fábrica anunciara el final de una huelga en la CIVSA. 
Fue el tercero de cinco hermanos, contrajo matrimonio con la señora Lolita Larios Pastrana, en febrero de 1944; su matrimonio duró 64 años con la que consolidó una gran familia de 13 integrantes, sus hijos, Melitón Reyes Larios. 
Fue Presidente Municipal en el periodo 1973-1976, líder de los jubilados a partir de 1983 y reelecto hasta cumplir 18 años en el cargo.